# Étréham
Étréham – miejscowość i gmina we Francji, w regionie Normandia, w departamencie Calvados.
Według danych na rok 1990 gminę zamieszkiwało 236 osób, a gęstość zaludnienia wynosiła 56 osób/km² (wśród 1815 gmin Dolnej Normandii Étréham plasuje się na 653. miejscu pod względem liczby ludności, natomiast pod względem powierzchni na miejscu 949.).